# El Vigía
El Vigía – miasto w Wenezueli, w stanie Mérida, siedziba gminy Alberto Adriani.
Według danych szacunkowych na rok 2010 liczy 90 500 mieszkańców.
W mieście rozwinął się przemysł mięsny oraz mleczarski. Znajduje się tu również port lotniczy.